# 惡魔城 默示錄
《惡魔城 默示錄》是日本科樂美集團旗下遊戲部門所開發的惡魔城系列動作遊戲，這是在任天堂64上的第一作，同時也是系列作中第一次3D化的作品。

## 劇情
舞台是19世紀中期的特蘭西瓦尼亞，這片土地如今再度被漆黑的黑暗所造訪...
這是宿命也是命運，為了再度將德古拉封印；心中懷抱著諸多想法，兩名戰士挺身而出！

## 角色
- 萊因哈特‧修奈特

繼承吸血鬼獵人─貝爾蒙多一族血液的青年，於父親死後的10年裡於故鄉中的瓦拉幾亞內修行；不喜殺戮，抱持著若是吸血鬼不抵抗便不與其對戰的主義。
- 凱莉‧賀南迪茲

繼承魔導一族─貝爾南堤斯血液的少女，在母親被魔物殺害的那日，體內隱藏的貝爾南堤斯血液因而覺醒。
- 馬魯斯

居住的城鎮被德古拉的黑暗大軍摧毀後，被綁架至惡魔城的男孩。不過有時會有著一些詭異的言行和舉動...
- 查理‧文森

自稱最強的吸血鬼獵人的中年男子，為了證實自己長久研究成果而闖入惡魔城。
- 雷諾

戴著大禮帽的惡魔商人，自稱比起人類的靈魂更愛金錢。
- 貝爾南堤斯一族的戰士

於對雅克托麗潔的戰鬥中落敗，被變成吸血鬼。
- 吉魯多雷

與死神和雅克托麗潔共同謀策使德古拉復活的吸血鬼，實力僅次於德古拉。
- 雅克托麗潔

原本只是個普通的人類，但為了讓自己永遠青春美麗而出賣靈魂；將自己的孩子當作祭品獻給惡魔，從此成了魔女。
- 羅潔

保有自我意識的女性吸血鬼，成為吸血鬼的時間並不長；不熱衷於襲擊人類，僅是終日哀嘆著有著濃厚信仰心的自己卻變成了吸血鬼。
- 半魚人

原本是普通人類，因受詛咒而變為半魚人；不過仍然保有自我意識，提供萊因哈特與凱莉解謎的情報。

## 遊戲特色
使用副武器時要消耗的物品─心被更換為紅寶石。
被吸血鬼咬到後有著特殊的異常狀態─吸血鬼化，於午夜前未予淨化；玩家會失去人類的意識而完全變為吸血鬼，同時強制GAME OVER。

## 外部連結
- 悪魔城ドラキュラシリーズ総合サイト （页面存档备份，存于）KONAMI（日語）